# جيمس جي. ميتشيل
جيمس جي. ميتشيل (بالإنجليزية: James G. Mitchell)‏ هو عالم حاسوب كندي، ولد في 25 أبريل 1943 في كيتشنر في كندا.